# Barranco de Benijo
El barranco de Benijo es un barranco de la vertiente norte del macizo de Anaga, situado en la cuenca hidrográfica, o valle, del mismo nombre, en la isla de Tenerife —Canarias, España—.

## Toponimia
El término 'Benijo' con el que se conoce a este barranco es de procedencia guanche.

## Características
Tiene su nacimiento a 796 m s. n. m. en las cumbres boscosas de Anaga, bajo el Roque Anambro, y desemboca en las cercanías de la playa de Benijo después de recorrer una longitud de 2792 metros.
Entre sus principales afluentes están el barranco Íramo y el barranco Bersegue.
El barranco de Benijo destaca por poseer un curso de agua casi permanente durante todo el año. Además, en su cabecera se conserva una de las mejores muestras de laurisilva de la isla.

## Aspectos humanos
Administrativamente queda enmarcado en el municipio de Santa Cruz de Tenerife y se encuentra protegido en todo su recorrido bajo el espacio natural del parque rural de Anaga. Asimismo, su cabecera se halla incluida en la reserva natural integral de El Pijaral.
En su tramo final se localiza el caserío de Benijo.
Algunos caminos aptos para la práctica del excursionismo y homologados en la Red de Senderos de Tenerife pasan por el barranco:

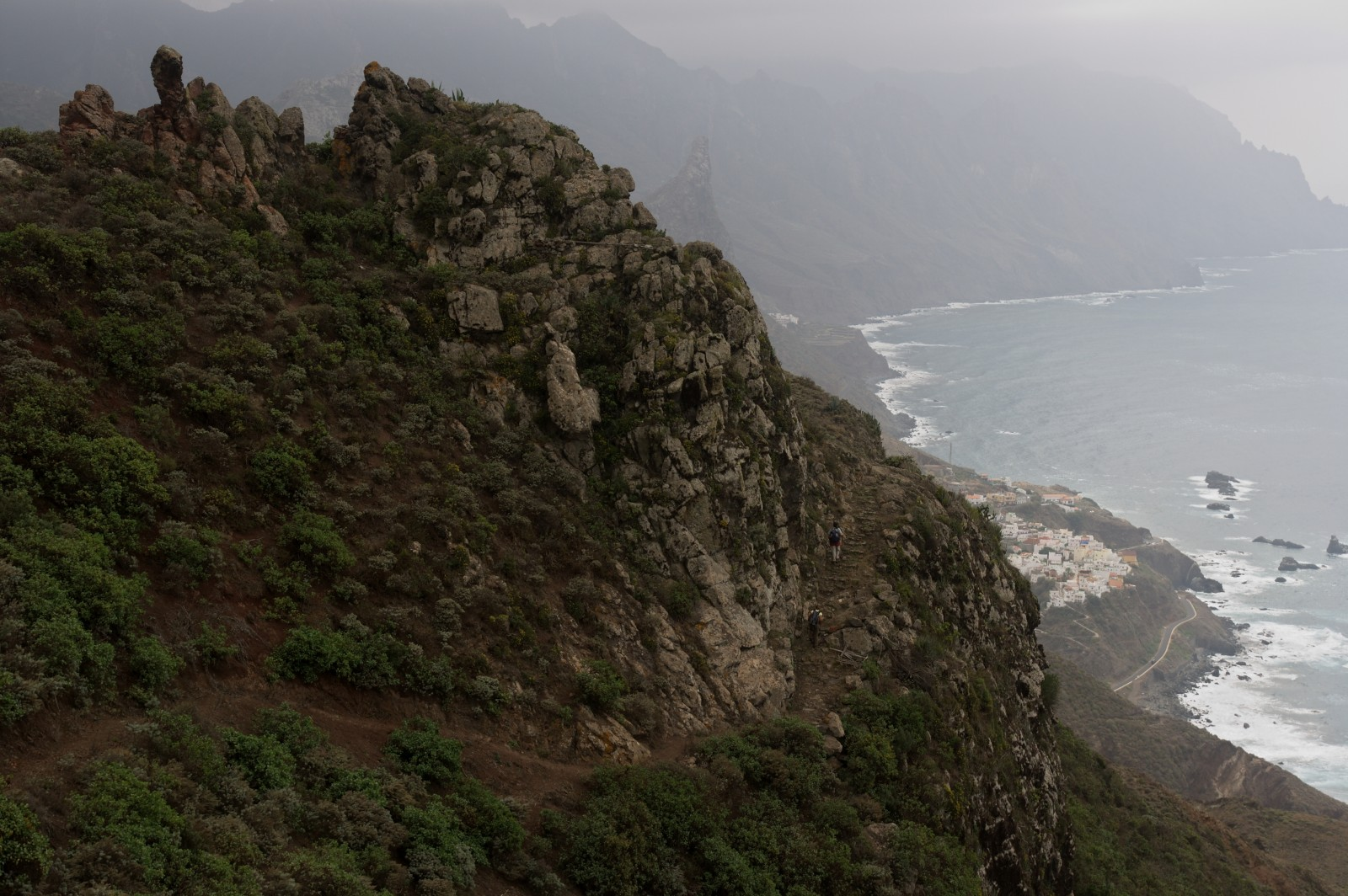
Vista del Paso del Hediondo (sendero PR TF-6.3).

- Sendero PR TF-6.2 Playa del Roque de Las Bodegas - El Draguillo - Almáciga.
- Sendero PR TF-6.3 Camino del Paso del Hediondo.